# Stella Dupont
Stella Dupont (ur. 3 listopada 1973 w Angers) – francuska polityk reprezentująca partię La République En Marche! W wyborach parlamentarnych w czerwcu 2017 r. została wybrana do francuskiego Zgromadzenia Narodowego, w którym reprezentuje departament Maine i Loary.